# War Thunder
War Thunder es un videojuego de combate aéreo, terrestre y naval, preferentemente arcade, aunque el jugador si lo desea, puede elegir una modalidad realista o simulada de jugabilidad. Desarrollado por Gaijin Entertainment, War Thunder es un videojuego multijugador masivo en línea y un videojuego de simulador de vehículos de combate gratuito. 

## Jugabilidad
El juego contiene aeronaves, navíos y vehículos terrestres de distintos tipos, desde los cazas básicos biplanos posteriores a la Primera Guerra Mundial, hasta los reactores Su-27 soviético y F-15A estadounidense, pasando por una variedad de bombarderos tan conocidos como el B-17 Flying Fortress estadounidense, o el Heinkel 111 alemán. También existe una minoría de aeronaves raras como el XP 55 estadounidense o el Kyushu J7W1 Shinden japonés, basados en proyectos desarrollados parcialmente o sin éxito. Lo mismo ocurre con las fuerzas terrestres: desde tanques diseñados y producidos a principios de los años 30, hasta unidades protagonistas de las guerra de Corea y Vietnam, así como vehículos con Misiles guiados antitanque (ATGM por sus siglas en inglés) o tanques modernos con armaduras reactivas. También hay disponibles unidades antiaéreas autopropulsadas. Cuando la compañía anunció la versión BETA de los combates navales, esta trajo críticas negativas porque las batallas serían exclusivamente entre lanchas patrulleras, pequeñas embarcaciones y destructores. En la actualidad, las batallas navales cuentan con cruceros ligeros, pesados y acorazados. La mayoría de los mapas del juego están directa o indirectamente inspirados en auténticas batallas de la época.

## Naciones
De los países implicados en la Segunda Guerra Mundial y en la Guerra de Vietnam (intervalo histórico aproximado del videojuego), el usuario puede escoger entre Reino Unido, la Unión Soviética, Estados Unidos, Alemania nazi, Japón, Italia, Francia, China,  Suecia e Israel (última versión). Aparte de las aeronaves de dichas naciones, las diferentes versiones del juego han añadido nuevas aeronaves de otros países como Australia y Sudáfrica (en la rama del Reino Unido), Cuba y España (en la rama de la Unión Soviética), Rumania y Argentina (en la de Alemania), además de haber añadido Hungría en la rama italiana entre otros países.

## Modos de juego

### Arcade
En el modo arcade el juego se divide en dos equipos (32 personas y 64 personas) con aviones de las diez naciones disponibles (Estados Unidos, Alemania Nazi, Unión Soviética, Reino Unido, Imperio de Japón, Italia, Francia, China, Suecia e Israel). Aunque este modo es más simple que los otros, añade realismo en cuanto a la resistencia de cada aeronave.
Este modo posee el «Ground Strike», que consiste en destruir las fuerzas terrestres enemigas (Artillería y vehículos), las unidades aéreas y navales y los aeródromos o puntos de bombardeo. Una vez hecho eso el equipo que haya alcanzado los objetivos ganará.
También está «Dominación», que consiste en capturar y defender al menos dos de tres aeródromos. Esto se consigue aterrizando el avión en la pista, aunque no hace falta permanecer parado sobre ella, ya que se puede volver al aire y seguirá perteneciendo al equipo de quien la haya capturado. Este modo de juego es el más arcade de los tres que posee el juego. Los enemigos se marcan siempre en el mapa e incluye un sistema de información predeterminado, que te indica la distancia, modelo y blindaje del enemigo, además de darte la información y corrección del disparo.
Con la actualización New Power que permite el uso de bombas nucleares. Estas, terminan la partida inmediatamente haciendo que el equipo que tire la bomba sea el ganador. Para conseguir la opción de tirar la bomba, se deben conseguir 15 bajas en una partida, algo que la comunidad ha calificado como muy dificil.

### Realista
Llamadas también «Historical Battles» (Batallas históricas), están designadas a jugadores más avanzados dada la dificultad por ser más realista.
Un ejemplo es que es más difícil manejar el aparato y la munición ya no se recarga automáticamente, sino que se debe que aterrizar en un aeródromo y esperar a que se recargue. Eso mismo ocurre con los daños que tenga la aeronave, que no se repararan a menos que se vuelva a la base. A diferencia del modo arcade, los jugadores seleccionan una sola nación por equipo recreando así un escenario real como la Batalla de Stalingrado entre la Unión Soviética y el Tercer Reich.
En batallas terrestres los enemigos no se marcan y el tanque es menos maniobrable y rápido que en batallas arcade. No se obtiene sistema de corrección de disparo y la distancia y el lugar al que disparar para provocar daños no aparece marcado en la mira del tanque.

### Simulador
Este modo es el más realista de todos y por ende más difícil y retador. Mientras que en los vehículos terrestres, por el momento solo está disponible la visión en primera persona de las torretas, en aeronaves se puede ocupar el puesto del piloto en cabina, o del artillero, diseñadas realísticamente y con precisión histórica. La jugabilidad también es similar al modo realista, ya que los dos equipos representan dos naciones, que luchan por el dominio terrestre y aéreo.

### Personalizadas
Este modo es la fusión de los modos anteriores (Simulador, Realista y Arcade). Aquí se pueden poner mapas de todo tipo desde los que hay en el juego, hasta los que ha creado la comunidad.

## Tipos de batallas

### Batallas aéreas
War Thunder nació con unidades aéreas desde su lanzamiento, por lo que su arsenal de aviones en desarrollo es bastante extenso.
Podemos pilotar desde el temible Ju-87 Stuka, hasta el B-17 Flying Fortess, pasando por cazas, como el Me-262 o el P-47 Thunderbolt, además del legendario caza alemán FW 190. El juego posee aviones torpederos, para atacar a IA que controlan barcos y derriban aviones, y que deben ser destruidos para completar la misión.

### Batallas terrestres
War Thunder dispone de vehículos terrestres (tanques) desde que salió la versión 1.42, que poseía la expansión "Ground Forces". Actualmente todas las facciones cuentan con una rama de vehículos blindados de combate. Se pueden dirigir vehículos alemanes como el PzKpfw VI Ausf. B (Königstiger), el Panzer V Ausf. B Panther II, y el Jagdtiger, o soviéticos como el BT-5, T-34, IS-2, T-54 mod. 1958 y el ISU-152. Con la versión 1.45, conocido como «Steel Generals», se introdujo a las fuerzas estadounidenses. Estas incluyen el M4 Sherman, M103, M41 Walker Bulldog, M3 Lee, M15 CGMC y el M22 Locust. También en la versión 1.55 «Royal Armour» se introdujeron a las fuerzas terrestres británicas.
Un cambio notable en el juego, es la aparición de vehículos con Misiles guiados antitanque (ATGM), tales como el IT-1, o el Raketen-panzer 2 HOT, que aparecieron en la actualización 1.59 Flaming Arows.

### Batallas navales
Los jugadores pueden controlar fuerzas navales de diferentes facciones en modo 'Arcade', en modo 'Realista', solo se puede controlar unidades de una de las facciones. Por ahora existen lanchas torpederas, lanchas cañoneras, dragaminas, barcazas cañoneras, buques cañoneros, destructores, cruceros, acorazados, portaaviones, y fragatas. Actualmente está en desarrollo la posibilidad de jugar con submarinos, aunque solo con la Armada Soviética, finalizando la Guerra Fría.
Este proyecto se asemeja al de la compañía Wargaming.net (creadora de World of Tanks), que está desarrollando el World of Warships, juego que tratara de batallas navales también y del que ya está disponible una versión totalmente pública.

## Historia

### Inicio de desarrollo y beta cerrada
El desarrollo del juego inició en 2009 de manos de Gaijin Entertainment titulado World of Planes. La empresa ya tenía experiencia en la creación de simuladores de vuelo, como IL-2 Sturmovik o Birds of Steel, pero este proyecto iba orientado exclusivamente al multijugador. Con el estreno de la beta cerrada en marzo de 2012, cambiaron el nombre al programa a War Thunder para evitar confusiones con su competidor directo World of Warplanes. En esta beta cerrada participaron más de 600.000 jugadores, realizando un total de 60 millones de partidas.

### Beta abierta y desarrollo
La beta abierta a nivel mundial se estrenó el 28 de enero de 2013, teniendo exclusicamente disponibles aviones alemanes, rusos, estadounidenses y británicos. En abril de 2014 anunciarían el lanzamiento en China en manos de la multinacional Tencent. En mayo de 2014 lanzarían los primeros vehículos terrestres jugables en la actualización 1.41. Para esas fechas el juego contaba con más de 6 millones de jugadores. En junio de ese mismo año introducirían a los japoneses como facción jugable.
A principios de 2015 se introdujeron los primeros tanques estadounidenses. En 2016 añadirían los primeros misiles antitanque.
En mayo de 2017 se anunciaron los primeros aviones italianos En noviembre  de 2017 incluirían los primeros aviones franceses. En diciembre de ese mismo año se lanzó la actualización 1.75, que introducía los primeros tanques franceses.
A finales de 2018 añadieron los primeros helicópteros al juego. Además, de la introducción de las primeras lanchas torpederas y destructores. En diciembre de ese año introducirían los tanques italianos.
En agosto de 2019 anunciarían la introducción de vehículos terrestres y aéreos chinos para la actualización 1.91. En octubre de ese año lanzaron los primeros aviones suecos, siendo completamente jugables en diciembre de 2019.
En marzo de 2020, se añadieron los primeros tanques suecos. Para noviembre de 2020, con la actualización "New Power", se lanzaron los primeros acorazados en el juego, así como una nueva versión 6.0 del motor del juego Dagor Engine, grandes modificaciones en las batallas terrestres, se cambió por completo el árbol de tecnología naval de todos los países, etc.

## Críticas
A su salida, War Thunder recibió críticas muy positivas obteniendo su versión en PC (82/100) y su versión en PS4 (76/100) por Metacritic. Ha sido elogiado por su gran variedad de aviones y su alta calidad visual (gráficos, texturas), su gran jugabilidad y sus efectos pixelados surrealistas. A pesar de ello, a partir de la versión 1.37 fue muy criticada debido a la desorganización del desarrollo de los vehículos, y el desequilibrio entre tiers (Rango de Batalla, también llamado BR) altos y bajos en las batallas. y el abandono del modo simulador en los aviones, en favor del juego arcade.

## Controversias

### Filtración de documentos
En numerosas ocasiones, usuarios han filtrado documentos restringidos o clasificados durante discusiones sobre la exactitud de los vehículos del videojuego en el foro de War Thunder. En todos los casos estas publicaciones se eliminaron y se advirtió activamente a los usuarios sobre no compartir este tipo de contenido. En enero de 2023, Anton Yudintsev, fundador de Gaijin Entertainment, declaró que los desarrolladores nunca son expuestos a estos documentos, y recordó a los usuarios que «es ilegal e inútil, por lo que nunca deberían hacerlo». Ese mismo mes, Raytheon Technologies negó informes de prensa que indicaban que su verificación de antecedentes en puestos de trabajo con habilitación de seguridad investigaba si los aplicantes jugaban War Thunder.